# The Orb's Adventures Beyond the Ultraworld
The Orb's Adventures Beyond the Ultraworld è il primo album in studio del gruppo musicale inglese The Orb,  pubblicato nel 1991.

## Il disco
Nel 1990, in seguito alla pubblicazione dell'EP A Huge Ever Growing Pulsating Brain That Rules from the Centre of the Ultraworld, contenente la traccia omonima, uno dei suoi autori, Jimmy Cauty, abbandonò gli Orb, occupati nella composizione del loro primo album in studio. L'unico membro rimasto Alex Paterson, riprese le registrazioni di Adventures con il supporto d Martin Glover, Steve Hillage, Kris "Trash" Weston, Andy Falconer e di altri collaboratori. Dopo tre settimane dedicate alle registrazioni di Adventures, l'album venne pubblicato nel mese di agosto del 1991.
Adventures ha ricevuto recensioni perlopiù positive da parte della critica e della stampa. Robert Sandall del quotidiano inglese The Sunday Times lo definì una pubblicazione seminale nell'ambient e nella musica da ballo. Il settimanale britannico Melody Maker lo piazzò al ventiduesimo posto fra i trenta album migliori del 1991. Pitchfork lo piazzò all'ultimo posto nella classifica dei cento migliori album degli anni novanta, reputandolo "abbastanza liquido da farti addormentare e spaventosamente esotico da eccitare abbastanza i tuoi nervi sulla strada del rave".

## Tracce
Tutte le tracce sono state composte dagli Orb. I titoli delle tracce sono quelli presenti nella prima edizione del disco.

### Disco 1
1. (earth orbit one) Little Fluffy Clouds – 4:27 (Alex Paterson, Martin Glover)
2. (earth orbit two) Earth (Gaia) – 9:48 (Paterson, Kris Weston)
3. (earth orbit three) Supernova at the End of the Universe – 11:56 (Paterson, Steve Hillage, Miquette Giraudy)
4. (lunar orbit four) Back Side of the Moon – 14:15 (Paterson, Hillage, Giraudy)
5. (lunar orbit five) Spanish Castles in Space – 15:05 (Paterson, Jake le Mesurier, Guy Pratt)

Durata totale: 55:31

### Disco 2
1. (ultraworld probe six) Perpetual Dawn – 9:31 (Paterson, Eddie Maiden)
2. (ultraworld probe seven) Into the Fourth Dimension – 9:16 (Paterson, Andy Falconer, Peter Ferguson)
3. (ultraworld probe eight) Outlands – 8:23 (Paterson, Thomas Fehlmann)
4. (ultraworld nine) Star 6 & 7 8 9 – 8:10 (Paterson, Tom Green, Hugh Vickers)
5. (ultraworld ten) A Huge Ever Growing Pulsating Brain That Rules from the Centre of the Ultraworld (Live Mix Mk 10) – 18:49 (Paterson, Jimmy Cauty, Minnie Riperton, Richard Rudolph, Simon Darlow, Stephen Lipson, Bruce Martin Woolley, Trevor Horn)

Durata totale: 54:09